# Ярославський район (Ярославська область)
Ярославський район (рос. Ярославский район) — адміністративна одиниця Ярославської області Російської Федерації.
Адміністративний центр — в обласному центрі, місті Ярославлі, яке до складу району не відноситься.

## Адміністративний поділ
До складу району входять одне міське та 7 сільських поселень:
| № | Поселення                         | Кількість НП | Населення, осіб (1.1.2007) | Адміністративний центр | Сільські округи                                          |
| - | --------------------------------- | ------------ | -------------------------- | ---------------------- | -------------------------------------------------------- |
| 1 | міське поселення Лєсная Поляна    | 1            | 3070                       | смт Лєсная Поляна      |                                                          |
| 2 | Заволзьке сільське поселення      | 127          | 6249                       | посёлок Заволжьє       | Гавриловський, Левцовський, Пестрецовський, Точищенський |
| 3 | Івняковське сільське поселення    | 83           | 7263                       | посёлок Івняки         | Бекреневський, Івняковський                              |
| 4 | Карабиське сільське поселення     | 64           | 13 479                     | деревня Карабиха       | сел. Красние Ткачі, Карабиський, Телегинський            |
| 5 | Кузнечихинське сільське поселення | 105          | 9205                       | д. Кузнечиха           | Глєбовський, Кузнечихинський, Рютневський, Толбухінський |
| 6 | Курбське сільське поселення       | 113          | 6094                       | село Курба             | Курбський, Меленковський, Мордвіновський, Ширинський     |
| 7 | Некрасовське сільське поселення   | 24           | 3093                       | сел. Михайловський     | Некрасовський                                            |
| 8 | Туношенське сільське поселення    | 59           | 6441                       | село Туношна           | Лютовський, Туношенський                                 |
|   | Усього                            | 576          | 54 894                     |                        |                                                          |